# Pável Eigel
Pável Pavlóvich Eigel (en ruso: Павел Павлович Эйгель; Moscú, 1 de marzo de 1990) es un deportista ruso que compite en piragüismo en la modalidad de eslalon. Ganó una medalla de bronce en el Campeonato Mundial de Piragüismo en Eslalon de 2018, en la prueba de K1 individual.

## Palmarés internacional
| Campeonato Mundial | Campeonato Mundial      | Campeonato Mundial | Campeonato Mundial |
| Año                | Lugar                   | Medalla            | Competición        |
| ------------------ | ----------------------- | ------------------ | ------------------ |
| 2018               | Río de Janeiro (Brasil) | Medalla de bronce  | K1 individual      |